# Roosevelt Academy
University College Roosevelt (UCR), antes Academia Roosevelt (en inglés, 'Roosevelt Academy' o 'RA'), es un colegio internacional de excelencia en Artes liberales y Ciencias situado en Middelburg, en Zelanda (Países Bajos). Tiene su propia estructura residencial y forma parte de la Universidad de Utrecht. El idioma de instrucción es el inglés. 
La Academia Roosevelt ha sido fundada en agosto de 2004 y sigue prácticamente el mismo modelo institucional así como los mismos objetivos académicos de su institución hermana, el Colegio Universitario de Utrecht (University College Utrecht). Pese a ser una institución académica relativamente nueva, la Academia Roosevelt sigue siendo muy atractiva y acogedora, y de hecho ofrece muchas oportunidades a sus estudiantes. 
Al final de sus estudios universitarios a la RA, los estudiantes obtienen un bachelor de Artes o de Ciencias. Estos títulos están otorgados por la Universidad de Utrecht. 
La Academia Roosevelt Academy lleva el nombre de la famosa familia Roosevelt cuyo origen sería la isla de Tholen, en la provincia de Zelanda.

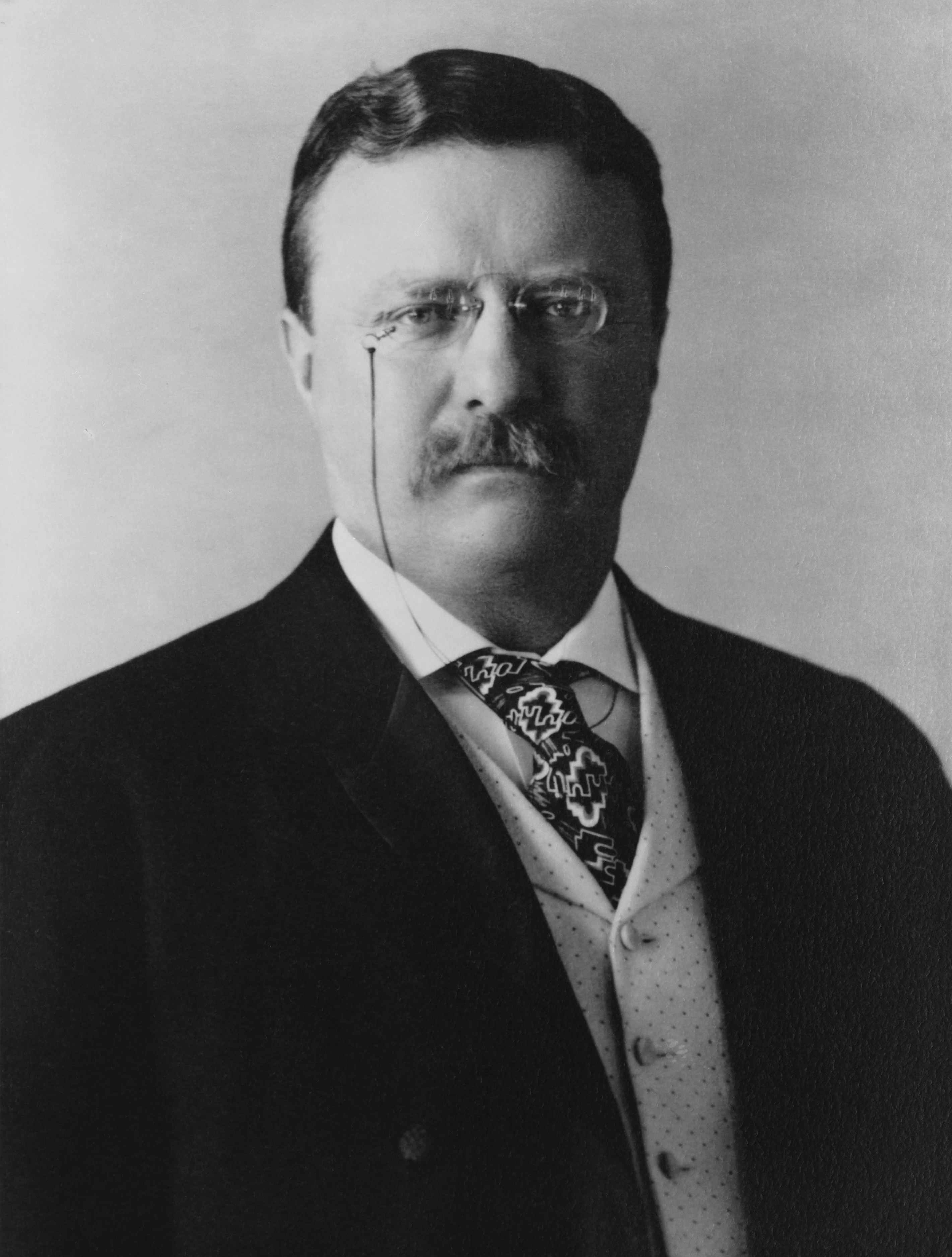
Theodore Roosevelt (1858-1919)
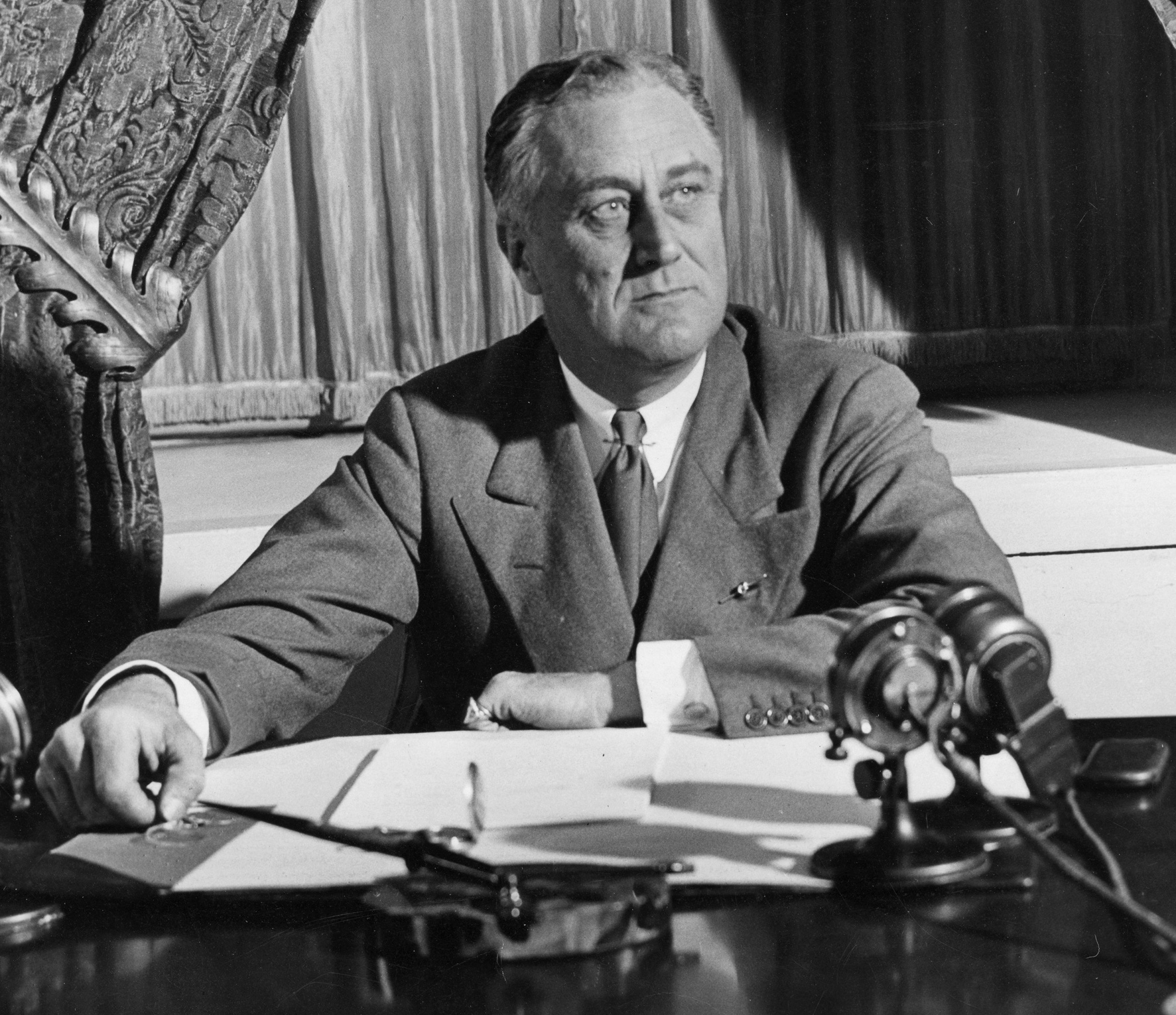
Franklin D. Roosevelt (1882-1945)
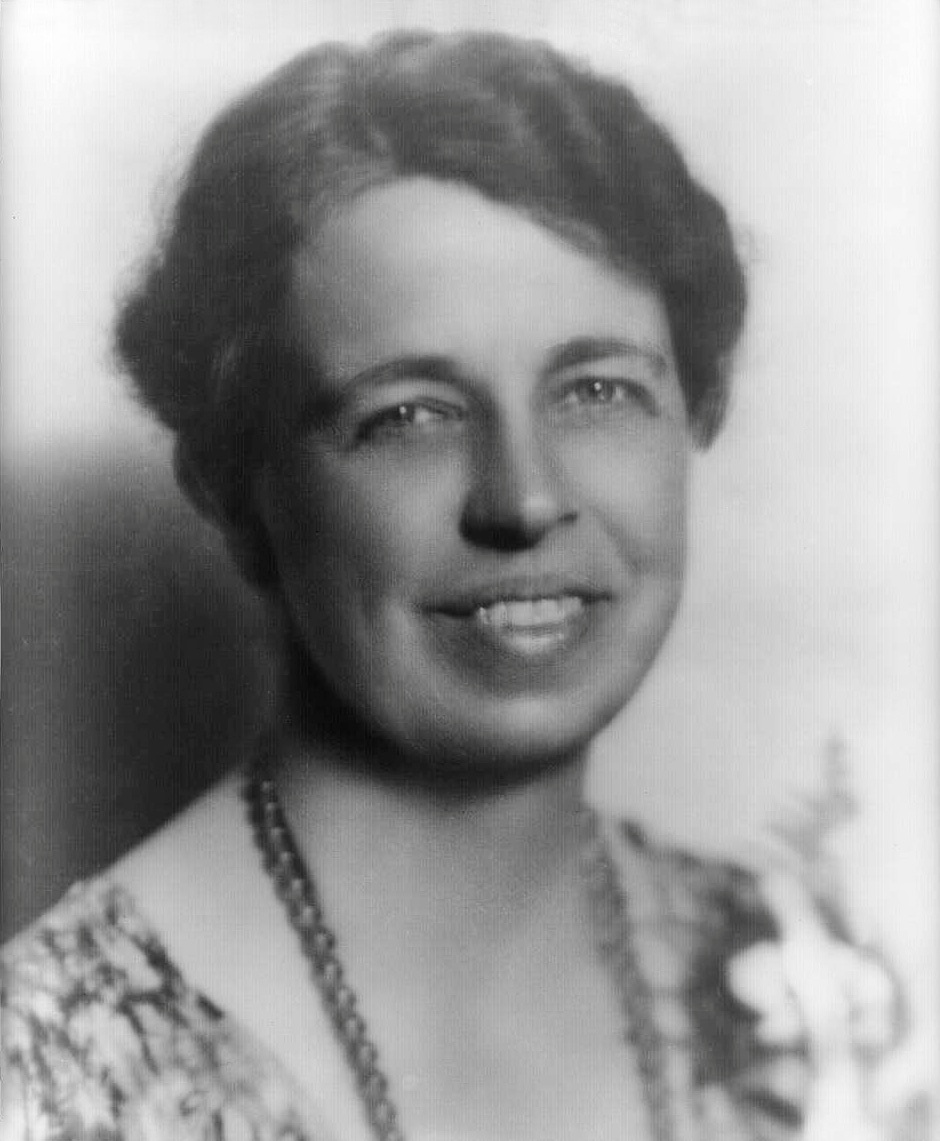
Eleanor Roosevelt (1884-1962)

## Historia
En 1575, Guillermo de Orange tiene que designar cual de las dos ciudades de Leiden o Middelburg albergara la primera universidad de los Países Bajos. Finalmente, Leiden se convierte en ciudad universitaria en detrimento de Middelburg. Sin embargo, unos cuantos siglos más tarde consigue Middelburg en acoger una nueva institución académica, University College Roosevelt. 
La idea misma de una universidad de excelencia centrada en los artes liberales y las ciencias proviene de Hans Adriaansen, profesor descontento por el clasicismo académico neerlandés. Luego, la Universidad de Utrecht inaugura el Colegio Universitario de Utrecht (University College Utrecht) en 1997 y la Academia Roosevelt el 1 de febrero de 2004. El mismo año, la Reina Beatriz de los Países Bajos declara la apertura oficial de la universidad .

## Descripción
La Academia recibe cada año 200 nuevos alumnos, incluido un tercio de internacionales. Si bien ha sido tachada de elitista y de burguesa, los precios de matriculación no superan los de cualquiera universidad en los Países Bajos. Un famoso diario holandés, que inicialmente denunció a la academia por considerarla demasiada elitista, ha llevado a cabo su propia investigación y acabó admitiendo que se había equivocado.
Los estudiantes de UCR siguen estudios multidisciplinarios e interdisciplinarios, es decir: fundamentos académicos (Academic Core), Artes y Humanidades, Ciencias Sociales y Ciencias, se ofrecen más de 200 cursos. Después de haber cumplido sus programas de estudio, los estudiantes reciben un bachelor en Artes o Ciencias otorgado por la Universidad de Utrecht. Con ese título, los exalumnos de UCR pueden eventualmente cursar un master en los Países Bajos o en el Extranjero.
Las tradiciones juegan un papel muy importante en la University College Roosevelt, que sea por la apertura del año académico o por el Dies Natalis, la celebración en honor de la fundación de la universidad. Si el tiempo lo permite, la procesión académica deja el Ayuntamiento de Middelburg para alcanzar la nueva iglesia de la ciudad en la que se celebran las ceremonias.
Cada año hay entre 300 y 400 personas aplican pero solo 200 son aceptados. La universidad nunca tiene más de 600 alumnos, para así mantener un radio 1:14 profesor-alumno. Durante el año 2012-2013, 43 nacionalidades fueron representadas. Aproximadamente 65% de los alumnos son holandeses y el 35% restante son internacionales. 
UCR tiene las acreditaciones QANU (Quality Assurance Netherlands Universities) y NAVO (Dutch-Flemish Accreditation). Al ser una facultad de la Universidad de Utrecht, UCR es la Universidad #1 del país, #12 en Europa y #48 del mundo, esto de acuerdo a  2011 Academic Ranking of World Universities, de la Universidad de Shanghái.